# Proza

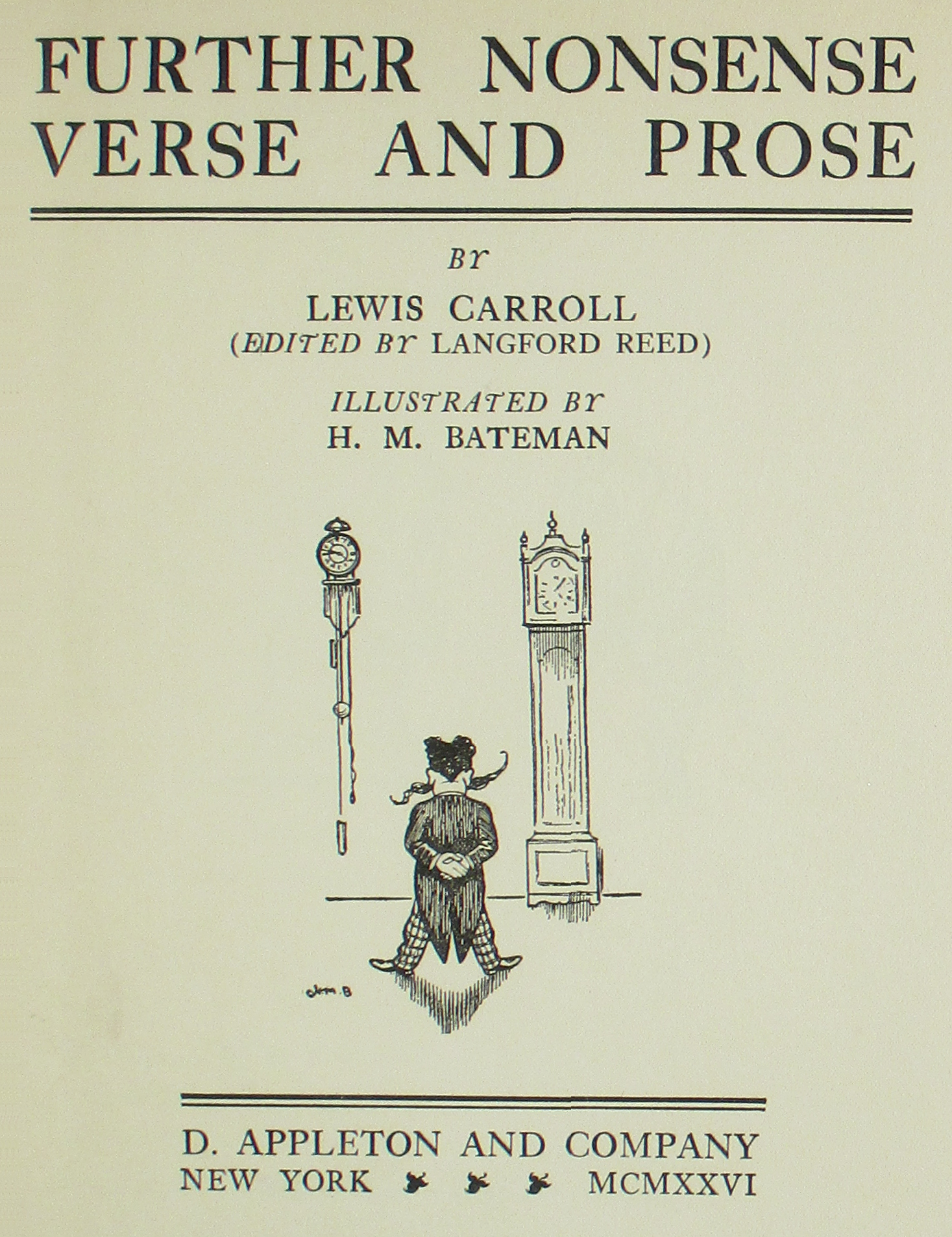
Titelpagina van "Further Nonsense Verse and Prose" door Lewis Carroll - Geïllustreerd door Henry Mayo Bateman

Proza is geschreven of oraal literair taalaanbod waarbij de versleer geen rol speelt en dat ook geen versregels telt, in tegenstelling tot poëzie. Proza wordt ook 'ongebonden stijl' genoemd. Een mengvorm tussen proza en poëzie noemt men poëtisch proza, of prozagedicht.

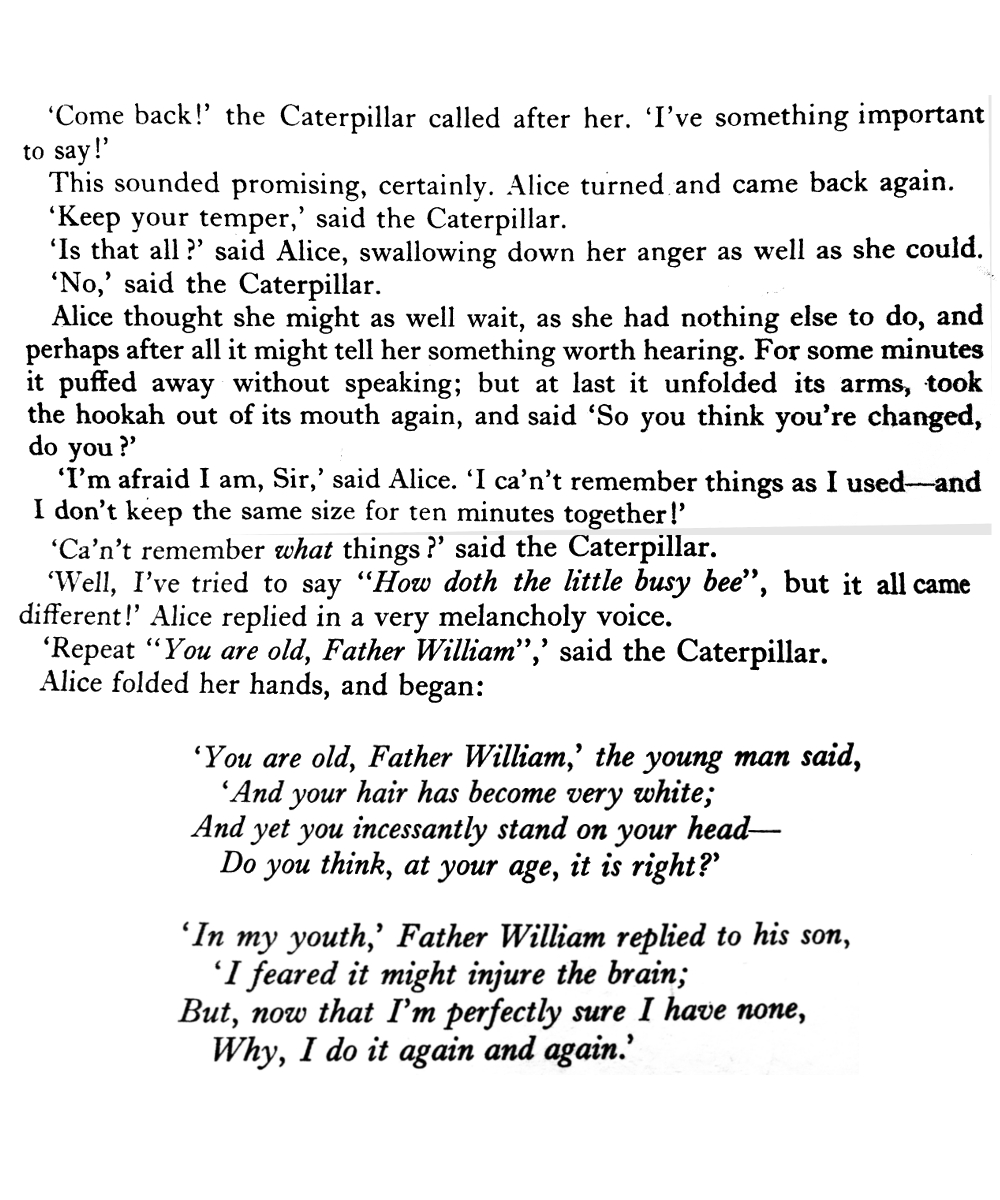
Een tekstvoorbeeld om het verschil tussen proza en vers te illustreren

In de gangbare taal kan het woord proza een pejoratieve betekenis hebben (bijvoorbeeld: "administratief proza"). Het wordt ook in metaforisch gebruik gebruikt om iets banaals en zonder reliëf aan te duiden; dit wordt uitgedrukt door het bijvoeglijk naamwoord "prozaïsch".

## Etymologie
Het woord 'proza' komt van het Latijnse woord prosa, dat 'onopgesmukt discours' betekent. Dat is de vrouwelijke vorm van het woord prosus, dat 'direct' betekent.

## Geschiedenis
In de literatuurgeschiedenis heeft de term proza een wisselende waardering gekend. Lange tijd werd het als minderwaardig aan poëzie beschouwd. Geschiedkundige teksten werden in de Middeleeuwen op rijm gezet (een voorbeeld is Jacob van Maerlant). Ook ernstig toneel moest tot in de 17e eeuw rijmen om voor vol te worden aangezien (voorbeelden zijn Racine en Vondel). Vroege tijdschriften namen poëzie op in een mate die voor een hedendaagse lezer opmerkelijk is.
Inmiddels is de waardering voor de prozavorm toegenomen. Dit valt ten dele te verklaren uit de dominantie van die vorm; terwijl poëzie veel minder wordt gelezen dan voorheen, en poëziebundels nog slechts oplagen kennen van enkele honderden stuks, is in de literatuur de roman verreweg de meest gelezen tekstsoort, en ook in tijdschriften wordt overwegend proza aangetroffen.

## Genres
Proza is het soort tekst dat men kan vinden in een krant, een encyclopedie, een kort verhaal, roman of novelle, een film, een essay, een wetenschappelijk artikel, een brief. Het kan kort zijn, zoals een stukje in de krant, of zo lang als een complete meerdelige roman. Proza wordt ook wel ongebonden taalgebruik genoemd en poëzie gebonden taalgebruik, waarmee wordt bedoeld dat een dichter zich vaak extra voorschriften oplegt bij het schrijven: kortere regellengte, vast aantal lettergrepen, metrum enzovoort.

## Kwaliteit
Proza mist meestal de meer formele metrische structuur van de verzen in traditionele poëzie. Het bestaat uit volledige grammaticale zinnen (behalve in een stream-of-consciousness-verhaal) en alinea's, terwijl poëzie vaak een metrisch of rijmschema hanteert. Sommige prozawerken maken gebruik van ritme en verbale muziek. Vers is doorgaans systematischer of formulematiger, terwijl proza dichter bij zowel gewone als conversatietaal staat.
In het toneelstuk Le Bourgeois gentilhomme van Molière vraagt het personage Monsieur Jourdain om iets te schrijven in noch vers, noch proza. Hierop antwoordt een filosofische meester: "Er is geen andere manier om jezelf uit te drukken dan met proza of vers", om de eenvoudige reden dat "alles wat geen proza is, vers is, en alles wat geen vers is, proza is".